# Draga Svetojanska
Draga Svetojanska – wieś w Chorwacji, w żupanii zagrzebskiej, w mieście Jastrebarsko. W 2011 roku liczyła 153 mieszkańców.